# Prima ansieae
Prima ansieae là một loài nhện trong họ Hersiliidae.
Loài này thuộc chi Prima. Prima ansieae được miêu tả năm 2008 bởi Foord.